# (18113) Bibring
Pour les articles homonymes, voir Bibring.
(18113) Bibring est un astéroïde de la ceinture principale.

## Description
(18113) Bibring est un astéroïde de la ceinture principale. Il fut découvert le 5 juillet 2000 à la station Anderson Mesa par le programme LONEOS. Il présente une orbite caractérisée par un demi-grand axe de 2,29 UA, une excentricité de 0,14 et une inclinaison de 1,3° par rapport à l'écliptique.
Son nom fait référence à l'astrophysicien français Jean-Pierre Bibring.

## Compléments